# کریژوواتکا
کریژوواتکا (به چکی: Křižovatka) یک منطقهٔ مسکونی در جمهوری چک است که در ناحیه خب واقع شده‌است. کریژوواتکا ۲۸۱ نفر جمعیت دارد و ۴۷۳ متر بالاتر از سطح دریا واقع شده‌است.